# 강화 청련사 목조아미타여래좌상
강화 청련사 목조아미타여래좌상(江華 靑蓮寺 木造阿彌陀如來坐像)은 인천광역시 강화군 강화읍, 청련사에 있는 고려시대의 불상이다. 2012년 12월 27일 대한민국의 보물 제787호로 지정되었다.

## 개요
《강화 청련사 목조아미타여래좌상》은 단정하고 우아한 상호, 단아하고 세련된 조형미, 완급 조절이 잘 표현된 옷주름 등에서 세련되고 품격 높은 고려시대 불교미술의 경향을 잘 드러내고 있다.
비록 조성기나 중수기 등 불상제작과 관련된 자료는 남아 있지 않으나, 부드럽고 단아한 이국적인 얼굴, y자 형태로 분명하게 표현한 귀의 상·하각, 볼링핀 형태의 명확한 귓구멍, 당당하고 균형 잡힌 신체, 왼쪽 가슴에서 머플러처럼 너풀너풀거리며 늘어진 띠 주름과 어깨의 잘게 늘어진 주름 사이로 조그맣게 표현된 Ω형 주름, 승각기를 돌돌 말아 단단하게 묶은 띠 매듭과 자락, 그리고 양 무릎에 수평으로 표현된 힘 있게 눌러 찍은 듯한 골깊은 주름과 오른 발목을 덮어 내린 넓은 ‘八’자 모양 띠 주름 등의 양식에서 1274년에 중수된 《서울 개운사 아미타여래좌상》이나 1280년에 중수된 《서산 개심사 아미타여래좌상》, 그리고 13세기 전반으로 추정되는 《수국사 아미타여래좌상》 등 13세기 전반기에 조성된 불상들과 양식적으로 가깝다.
이 불상이 갖고 있는 조형적, 양식적 특성으로 볼 때, 이르면 13세기 전반 늦어도 중반 사이에는 제작되었을 것이다. 특히 이 불상은 타 지역에서 이운해 온 것이 아니라 예전부터 청련사의 주불로 예경되었던 것이라고 하기 때문에, 몽고병란을 피해 개경에서 강화도로 천도한 1232년에서 1270년 사이에 개경의 수준 높은 조각 장인이 조성하였을 가능성이 높다.
이 불상은 고려 불교미술이 추구했던 우아하고 세련된 아름다움을 선명하게 보여줄뿐만 아니라 조형적, 예술적, 종교적으로도 성숙한 완성도를 보여주는 수준 높은 작품이다.

## 같이 보기
- 청련사

## 참고 자료
- 강화 청련사 목조아미타여래좌상 - 국가유산청 국가유산포털